# Weston (North Yorkshire)
Weston – wieś i civil parish w Anglii, w hrabstwie North Yorkshire, w dystrykcie (unitary authority) North Yorkshire. Leży 43 km na zachód od miasta York i 289 km na północ od Londynu. W 2011 civil parish liczyła 209 mieszkańców. Weston jest wspomniana w Domesday Book (1086) jako Westone.